# Bất đẳng thức Jensen

Minh họa trực quan của bất đẳng thức Jensen: Trên đoạn lồi của hàm số, dây cung nối hai điểm bất kỳ trên đồ thị hàm số đều nằm trên đoạn đồ thị nằm giữa hai điểm đó.

Trong toán học, bất đẳng thức Jensen (tiếng Anh: Jensen's inequality), được đặt theo tên nhà toán học người Đan Mạch Johan Jensen, biểu hiện mối quan hệ giữa tổng các giá trị của một hàm lồi. Bất đẳng thức này được chứng minh bởi Jensen vào năm 1906, dựa trên một chứng minh từ trước đó cho hàm khả vi cấp hai của Otto Hölder vào năm 1889. Bất đẳng thức này xuất hiện ở nhiều dạng khác nhau dựa trên sự cần thiết, một vài trong số chúng sẽ được trình bày dưới đây. Trong ngữ nghĩa đơn giản nhất, bất đẳng thức Jensen khẳng định rằng giá trị hàm lồi của một tổ hợp lồi luôn nhỏ hơn hoặc bằng tổ hợp lồi của các giá trị tương ứng, và khi hàm số được xét là hàm lõm, bất đẳng thức sẽ đổi chiều.
Bất đẳng thức Jensen khi đó cũng khẳng định đối với một đoạn đồ thị của một hàm lồi, dây cung nối hai điểm đầu và cuối sẽ luôn nằm phía trên đoạn đồ thị đó, đây là trường hợp hai biến số của bất đẳng thức Jensen: Dây cung biểu thị cho tổ hợp lồi của giá trị hàm lồi (với t ∈ [0,1]), 
{\displaystyle tf(x_{1})+(1-t)f(x_{2}),}
còn phần đồ thị hàm số biểu thị cho giá trị hàm số của tổ hợp lồi, 
{\displaystyle f(tx_{1}+(1-t)x_{2}).}
Khi đó, ta có bất đẳng thức Jensen: 
{\displaystyle f(tx_{1}+(1-t)x_{2})\leq tf(x_{1})+(1-t)f(x_{2}).}
Trong lý thuyết xác suất, bất đẳng thức Jensen được phát biểu dưới dạng: Nếu X là một biến ngẫu nhiên và φ là hàm lồi, khi đó
{\displaystyle \varphi (\operatorname {E} [X])\leq \operatorname {E} \left[\varphi (X)\right].}
Sự chênh lệch giữa hai đại lượng của bất đẳng thức {\displaystyle \operatorname {E} \left[\varphi (X)\right]-\varphi \left(\operatorname {E} [X]\right)} được gọi là chênh lệch Jensen.